# بدوطر صغير
بدوطر صغير (الاسم العلمي:Bodotria parva) هو نوع من المفصليات يتبع جنس البدوطر من الفصيلة البدوطرية.